# Randy Allen
James Randall  Allen, más conocido como Randy Allen (Milton, Florida, 26 de enero de 1965),  es un exbaloncestista estadounidense. Con 2.03 de estatura, su puesto natural en la cancha era el de ala-pívot.

## Trayectoria
- Tampa Bay Stars (1987)
- Imbelco (1987-1988)
- Cedar Rapids Silver Bullets (1988-1989)
- Sacramento Kings (1989-1990)
- Libertas Forlì (1990-1991)
- Albany Patroons (1991)
- Club Baloncesto Breogán (1991–1992)
- Cholet Basket (1992-1993)
- Club Bàsquet Girona (1993-1994)
- Pallacanestro Pavia (1994)
- Harrisburg Hammerheads (1995)
- Omaha Racers (1995)
- Magia de Huesca (1996)